# CIVIS (alliance)
CIVIS est une alliance européenne d'universités formée en 2019 et dont le projet est soutenu et financé par la Commission européenne à travers l'initiative «Universités Européennes » du programme Erasmus+ depuis le 26 juin 2019,,.
L'alliance universitaire européenne CIVIS regroupe aujourd’hui onze grandes universités européennes de neuf États membres de l'Union européenne et de deux États européens tiers. L'alliance comporte également six universités partenaires stratégique en Afrique.

## Histoire
Le 26 juin 2019, la Commission européenne annonce la sélection et le financement pour 3 ans de CIVIS 'adhésion de l'Université libre de Bruxelles au projet d'université européenne « CIVIS ».

## Liste des membres

### Universités membres
- Université d'Aix-Marseille, France
- Université nationale et capodistrienne d'Athènes, Grèce
- Université libre de Bruxelles, Belgique
- Université de Bucarest, Roumanie
- University of Glasgow, Royaume-Uni
- Université de Lausanne, Suisse
- Université autonome de Madrid, Espagne
- Université de Rome « La Sapienza », Italie
- Paris Lodron Universität Salzburg, Autriche
- Université de Stockholm, Suède
- Université Eberhard Karl de Tübingen, Allemagne[4]

### Partenaires associés
- Makerere University, Ouganda
- Eduardo Mondlane University, Mozambique
- Université Hassan II de Casablanca, Maroc
- Université de Sfax, Tunisie
- Université Cheikh Anta Diop de Dakar, Sénégal
- University of the Witwatersrand, Afrique du Sud